# یواس‌اس هیوستون (سی‌ال-۸۱)
یواس‌اس هیوستون (سی‌ال-۸۱) (به انگلیسی: USS Houston (CL-81)) یک کشتی بود که طول آن ۶۱۰ فوت ۱ اینچ (۱۸۵٫۹۵ متر) بود. این کشتی در سال ۱۹۴۳ ساخته شد.